# استان ابل لتورالد
استان ابل لتورالد (به اسپانیایی: Abel Iturralde Province) یک سکونتگاه مسکونی در بولیوی با جمعیت ۱۸٬۰۷۳ نفر است که در La Paz Department واقع شده‌است.